# Metadynomene tuamotu
Metadynomene tuamotu is een krabbensoort uit de familie van de Dynomenidae. De wetenschappelijke naam van de soort is voor het eerst geldig gepubliceerd in 2010 door Ng & McLay.